# فروسرخ دور

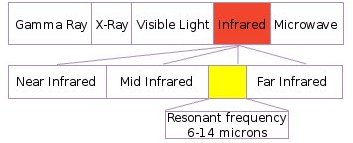
بخش‌های مختلف طیف الکترومغناطیسی

فروسرخ دور (انگلیسی: Far infrared) محدوده‌ای از طول موج فروسرخ در تابش الکترومغناطیسی است که اغلب با هر نوع تابش طول موج ۱۵ میکرومتر (µm) تا ۱ میلی‌متر (بازه‌ای از حدود ۲۰ تراهرتز تا ۳۰۰ گیگاهرتز تعریف می‌شود که در محدوده فروسرخ دور جای می‌گیرد. منابع مختلف بسته به نیاز خود از محدوده‌های مختلف طیف فروسرخ دور استفاده می‌کنند، مثلاً اخترشناسان گاهی فروسرخ دور را طول موج میان ۲۵ تا ۳۵۰ میکرومتر تعریف می‌کنند.
نور مرئی شامل تابش با طول موج بین ۴۰۰ تا ۷۰۰ نانومتر است، بدین معنی که عکس‌های فروسرخ نزدیک دارای انرژی کمتری نسبت به عکس‌های برداشت‌شده با نور مرئی است.